# Phasia nigripalpis
Phasia nigripalpis är en tvåvingeart som först beskrevs av Nester 1929.  Phasia nigripalpis ingår i släktet Phasia och familjen parasitflugor.
Artens utbredningsområde är Rumänien. Inga underarter finns listade i Catalogue of Life.